# Quận Yalobusha, Mississippi
Quận Yalobusha là một quận thuộc tiểu bang Mississippi, Hoa Kỳ.
Quận này được đặt tên theo. Theo điều tra dân số của Cục điều tra dân số Hoa Kỳ năm 2010, quận có dân số 12.678 người. Quận lỵ đóng ở Water Valley và Coffeeville.6

## Địa lý
Theo Cục điều tra dân số Hoa Kỳ, quận có diện tích 1.282km2, trong đó có 73 km2 là diện tích mặt nước.

### Thông tin nhân khẩu
Tháp tuổi dân cư quận theo kết quả điều tra dân số năm 2000.